# 2005年度SINA Music樂壇民意指數頒獎禮得獎名單
2005年度樂壇民意指數頒獎禮於2006年1月香港國際展貿中心舉行，主持為崔建邦，以下為當晚的得獎名單：

## 得獎名單
- SINA MUSIC 新歌試聽 - 合唱歌曲大獎
  - 《24》 ——衛蘭、應昌佑
- SINA MUSIC LIVE 最佳現場演繹大獎
  - 《手望》 ——王菀之、張敬軒
- 我最喜愛至尊國語金曲
  - 《童話》 ——光良
- 我最喜愛至尊大碟
  - 《李克勤演奏廳》 ——李克勤
- SINA MUSIC大躍進歌手大獎
  - 官恩娜
  - 梁洛施
  - 鄭融
  - 麥浚龍
- 我最喜愛男新人
  - 金獎：側田
  - 銀獎：關智斌
  - 銅獎：應昌佑
- 我最喜愛女新人
  - 金獎：衛蘭、王菀之
  - 銅獎：KellyJackie
- 我最喜愛新組合
  - 金獎：Soler
  - 銅獎：Krusty
- 我最喜愛唱作人
  - 何韻詩
- 我最喜愛男歌手（香港）
  - 古巨基
- 我最喜愛女歌手（香港）
  - 楊千嬅
- 我最喜愛全國男歌手
  - 黎明
- 我最喜愛全國女歌手
  - 容祖兒
- 我最喜愛全國樂隊組合
  - Twins
- 我最喜愛至尊金曲
  - 《天才與白痴》 ——古巨基

## 媒體播放
於香港、中國、台灣網上重溫。另外，本年度之賽果並不計算入四台聯頒音樂大獎內。

## 參看
- SINA Music樂壇民意指數頒獎禮